# ミッキー・ライト
メアリー・キャスリン・ライト（Mary Kathryn "Mickey" Wright、1935年2月14日 - 2020年2月17日）はアメリカ合衆国の元女子プロゴルファー。1955年に全米女子プロゴルフ協会（LPGA）のツアーメンバーとなり、通算82勝（うち13勝はメジャー大会での勝利）を挙げた。1976年に世界ゴルフ殿堂入り。

## 経歴
カリフォルニア州サンディエゴ出身。1952年の全米女子ジュニア大会でアマチュア初優勝。ハーバートフーバー高校を卒業後スタンフォード大学に進学したがわずか1年で退学。1954年の全米女子アマチュアでは決勝で敗れたが、同年の世界アマチュア選手権で優勝し、直後にプロ入りした。 

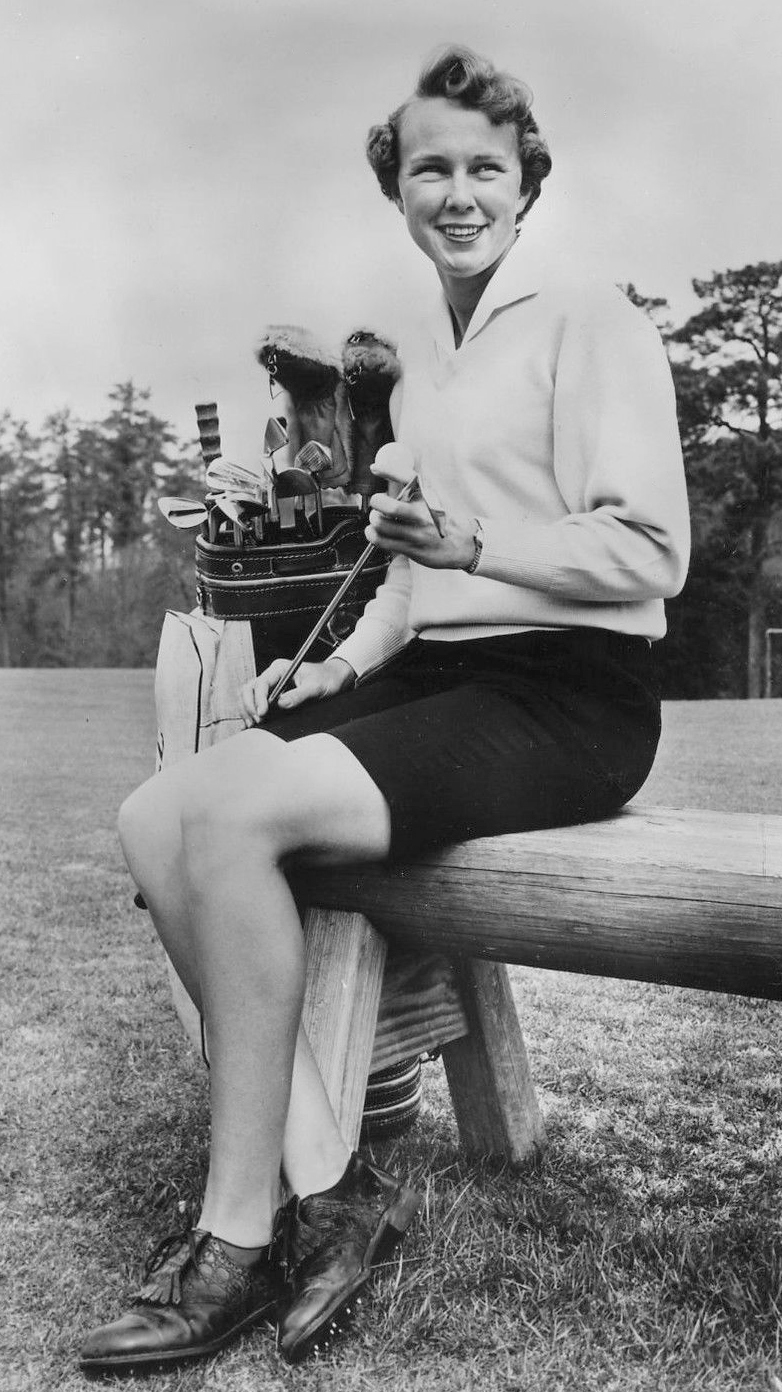
1960年のライト

1955年からLPGAのツアーメンバー登録。引退まで82勝を挙げたが、これはキャシー・ウィットワースの88勝に次ぐ二番目の記録である。またメジャー大会での13勝はパティー・バーグの15勝に次ぐ記録となっている。1961年から1964年まで4年連続で LPGA 賞金女王。また13回にわたり賞金ランキングトップ10入りを果たす。さらに14年連続で1年あたり最低でも1勝している。
1964年に第1回が行われたトールシティーオープンで、ライトは3日目と4日目の二日にわたりいずれも62で回り、これは当時の LPGA の最少スコア記録となった。ちなみに開催コース（テキサス州ミッドランドのホーガンパークゴルフ場）の男子の最少スコア記録は66だった。これは最終日に10打差を逆転してのものであり、LPGA のタイ記録となっている。 
師匠はハリー・プレスラー。またベン・ホーガンは、これまで目にした中で最良のスイングであると評した。このことから「女性版ベン・ホーガン」の異名を持つ。
1969年にフルタイムでゴルフをプレーすることから引退した。足にトラブルを抱えていたとされるが、その後も時折はツアー競技への参加を続けた。彼女は1958年から1966年にかけてメジャー大会に13勝したが、4つあるメジャータイトルの全部をある時点で保有していたことのある唯一の LPGA プレーヤーである。晩年はフロリダ州のポートセントルーシーに一人で住んでいた。1990年代後半に同じフロリダ州デイトナビーチで行われたタイトルホルダーズという大会に出場したのが最後だったが、練習場を歩いているほとんどすべてのプレーヤーが立ち止まって彼女のスイングに見入っていたという。彼女は乳がん復帰者でもある。
2000年に『ゴルフダイジェスト』の”greatest golfer” では女子選手として最高の9位にランクされ、また2009年にゴルフマガジン誌が行った同様の特集でも8位で、女子ではトップだった。
2020年2月17日、心臓発作のためフロリダ州内の病院で逝去。85歳没。

## 優勝歴

### アマチュア
- 1952 全米女子ジュニア
- 1954 世界アマチュア選手権

（アマチュア時代の優勝歴は特筆すべきもののみ）

### プロ入り後（90勝）

#### LPGAツアー（82勝）
太字は公式戦での優勝。 
- 1956 （1勝） ジャクソンビルオープン
- 1957 （3勝） シーアイランドオープン 、 ジャクソンビルオープン 、 ウルヴァリンオープン
- 1958 （5勝） シーアイランドオープン 、 LPGA選手権 、 全米女子オープン 、 オピーターナーオープン 、 ダラスオープン
- 1959 （4勝） ジャクソンビルオープン 、 キャバリアオープン 、 全米女子オープン 、 アライアンスマシンインターナショナルオープン
- 1960 （6勝） シーアイランドオープン 、 タンパオープン 、 LPGA選手権 、 グロッシンガーオープン 、 イースタンオープン 、 メンフィスオープン
- 1961 （10勝） セントピーターズバーグ・オープン、マイアミオープン、タイトルホルダー選手権、コロンバスオープン、全米女子オープン、ウォータールーオープン、スポケーン女子オープン、サクラメントバレーオープン、ミッキーライトインビテーショナル、LPGA選手権
- 1962 （10勝） Sea Island Women's Invitational 、 タイトルホルダー選手権 、 女子ウェスタンオープン 、ミルウォーキオープン、ハートオブアメリカインビテーショナル 、 アルバカーキスイングパレード 、 ソルトレイクシティオープン 、 スポケーンオープン 、 ミッキーライトインビテーショナル 、カールスバッドキャバーンオープン
- 1963 （13勝） シーアイランド女子インビテーショナル、セントピーターズバーグ女子オープン、Aアルパインシビタンオープンムスコギーシビタンオープンダラスシビタンオープン、 ベーブザハリアスオープン、女子ウェスタンオープン、ウォータールー女子オープンインビテーショナル、アルバカーキスイングパレード、アイダホセンテニアルレディースオープン、ヴァイセーリアレディースオープン、ミッキーライトインビテーショナル、LPGA選手権
- 1964 （11勝） ピーチ・ブロッサム・インビテーショナル、クリフォードアンクリークインビテーショナル、スクワートレディースオープンインビテーショナル、ムスコギーシビタンオープン、レディーカーリングイースタンオープン、ウォルデマールオープン、全米女子オープン、ミルウォーキージェイシーオープン、ビサリア女子オープン、トールシティーオープン、メアリーミルズミシシッピガルフコーストインビテーショナル
- 1965 （2勝） バトンルージュ・インビテーショナル、ダラスシビタンオープン
- 1966 （7勝） ヴェネツィアレディースオープン 、 シュリーブポートキワニスインビテーショナル 、ブルーグラス・レディース・インビテーショナル、 女子ウェスタンオープン 、 パシフィックレディースクラシック 、 シャーリーイングルホーンインビテーショナル 、 ミッキーライトインビテーショナル
- 1967 （4勝） シュリーブポートキワニスクラブインビテーショナル、ブルーグラス・インビテーショナル、レディ・カーリング・オープン、ペンサコーラレディースインビテーショナル
- 1968 （4勝） ポートマラバルインビテーショナル 、 パームビーチカウンティオープン 、 トールシティオープン 、 500レディースクラシック
- 1969 （1勝） ブルーグラス・インビテーショナル
- 1973 （1勝） コルゲート-ダイナショアウィナーズサークル

注：メジャーチャンピオンシップになる前に、コルゲートダイナショアウィナーズサークル（現在はシェブロン選手権の名称で開催）を獲得。

#### その他（8勝）
- 1959年 フージャーセレブリティ
- 1961年 ハイグ＆ハイグスコッチフォーサム （ デイブレイガンと ）
- 1962年 ナポリプロアム （ マリリン・スミスと ）
- 1963年 ハイグ＆ハイグスコッチフォーサム （ デイブラガンと ）、 シェルズ ワンダフルワールドオブゴルフ
- 1966年 レディースワールドシリーズオブゴルフ、 シェルズワンダフルワールドオブゴルフ
- 1967年 セブンレイクスインビテーショナル

### メジャー大会タイトル（13勝）
| 年   | 大会                   | 優勝スコア               | 2位との差   | 準優勝                                                         |
| ---- | ---------------------- | ------------------------ | ----------- | -------------------------------------------------------------- |
| 1958 | 全米女子プロ           | +8（69-69-76-74 = 288）  | 6打差       | フェイ・クロッカー                                             |
| 1958 | 全米女子オープン       | −2（74-72-70-74 = 290）  | 5打差       | ルイーズ・サグス                                               |
| 1959 | 全米女子オープン       | +7（72-75-69-71 = 287）  | 2打差       | ルイーズ・サグス                                               |
| 1960 | 全米女子プロ           | −4（71-76-74-71 = 292）  | 3打差       | ルイーズ・サグス                                               |
| 1961 | タイトルホルダーズ     | +11（72-75-76-76 = 299） | 1打差       | パティ・バーグ 、 ルイーズ・サグス                             |
| 1961 | 全米女子オープン       | +5（72-80-69-72 = 293）  | 6打差       | ベッツィー・ロールズ                                           |
| 1961 | 全米女子プロ           | +3（67-77-72-71 = 287）  | 9打差       | ルイーズ・サグス                                               |
| 1962 | タイトルホルダーズ     | +7（73-75-70-77 = 295）  | プレーオフ1 | ルース・ジェッセン                                             |
| 1962 | 女子ウエスタンオープン | +7（69-74-76-76 = 295）  | プレーオフ2 | メアリー・レナ・フォーク                                       |
| 1963 | 女子ウエスタンオープン | −4（78-70-71-73 = 292）  | 9打差       | キャシー・ウィットワース                                       |
| 1963 | 全米女子プロ           | +10（72-82-70-70 = 294） | 2打差       | メアリー・レナ・フォーク、 メアリー・ミルズ、 ルイーズ・サグス |
| 1964 | 全米女子オープン       | −2（71-71-75-73 = 290）  | プレーオフ3 | ルース・ジェッセン                                             |
| 1966 | 女子ウエスタンオープン | +2（72-78-76-76 = 302）  | 1打差       | ジョー・アン・プレンティス、 マージー・マスターズ              |

1 18ホールのプレーオフ、ライト69、ジェッセン72  
 2 ライトはサドンデスのプレーオフの4番ホールで勝利。  
 3 18ホールのプレーオフ、ライト70、ジェッセン72。